# دعاء السمات
دعاء السمات ويسمى أيضاً (دعاء الشبور) كما قال الكفعمي، وهو دعاء عظيم المنزلة، يقرأه الشيعة في آخر ساعة من يوم الجمعة، ولهم في تعظيم هذا الدعاء مستند ودليل، ومنه رواية محمد الباقر أنه فيه الاسم الأعظم، وقد قام عدة من الأعلام بشرح هذا الدعاء لما له من الأهمية والمكانة.

## سند الدعاء
هذا الدعاؤ رواه الشيخ الطوسي والسيد ابن طاووس والشيخ الكفعمي، ونقله العلامة المجلسي عن الشيخ البهائي.

## سبب التسمية
قيل في العلة في تسميته بدعاء السمات من السِمات أي علامات، أو الأسماء، وقيل أيضاً الاسم الأعظم.
ويسمى أيضاً بدعاء الشبور وتعني العطاء أو باللفظ العبري تعني البوق، وسبب تسميته بالشبور كما ذكرها الشيخ الكفعمي عن الصادق أوحى الله بهذا الدعاء لنبيه موسى وقد كتبه قومه ونفخوه في أبواق عندما حارب يوشع بن نون العماليق وهزمهم.

## فضل دعاء السمات
وفي فضل هذا الدعاء يقول جعفر الصادق: هذا هو من عميق مكنون العلم ومخزون المسائل المجابة عند اللّه (عز وجل) فاشفعوا به واكتموه إلاّ من أهله، وليس من أهله السفهاء والصبيان والنساء ولا المنافقون، وهم الظالمون حقّاًً، فلا تدفعوه، فإنّه مِن سرّ اللّه المخزون وعلمه المكنون.

## مضامين دعاء السمات
- في هذا الدعاء استعمل الاسم الأعظم اسماً لله تعالى بالدرجة الأولى،
- ذكر فيه أسماء بعض الأنبياء والرسل والأماكن المقدسة التي كلم الله تعالى أنبياءه فيها.
- فيه قسَم على الله تعالى بهذه الأسماء والكلمات المكنونة فيه.
- بداية الدعاء كانت مناجاة وتعداد لنعم الله تعالى.
- إشارة إلى ماجرى لنبي الله موسى مع بني إسرائيل وعبورهم البحر، وهلاك فرعون وجنوده في اليم.
- الإشارة إلى ما تكلّم الله تعالى مع موسى بن عمران، وإبراهيم، وإسحاق، ويعقوب.
- إشار إلى ما أنزله الله تعالى من رحمته على آدم وذريته.
- إشارة إلى شمول البركة لأمة النبي محمد وذريته.
- يطلب الداعي من الله تعالى الصلاة على النبي وعلى ذريته، وأن تشمله وإياهم الرحمة والبركات كما شمل ذلك إبراهيم وآل إبراهيم.

## مقتطفات من الدعاء
اَللّهُمَّ اِنّى اَسْئَلُكَ بِاسْمِكَ الْعَظيمِ الاْعْظَمِ الاْعَزِّ الاْجَلِّ الاْكْرَمِ
الَّذى اِذا دُعيتَ بِهِ عَلى مَغالِقِ اَبْوابِ السَّماَّءِ لِلْفَتْحِ بِالرَّحْمَةِ انْفَتَحَتْ
وَ اِذا دُعيتَ بِهِ عَلى مَضاَّئِقِ اَبْوابِ الاْرْضِ لِلْفَرَجِ انْفَرَجَتْ
وَ اِذا دُعيتَ بِهِ عَلَى العُسْرِ لِلْيُسْرِ تَيَسَّرَتْ
وَ اِذا دُعيتَ بِهِ عَلَى الاْمْواتِ لِلنُّشُورِ انْتَشَرَتْ
وَ اِذا دُعيتَ بِهِ عَلى كَشْفِ الْبَاْساَّءِ وَالضَّرّآءِ انْكَشَفَتْ
وَ بِجَلالِ وَجْهِكَ الْكَريمِ اَكْرَمِ الْوُجُوهِ وَ اَعَزِّ الْوُجُوهِ الَّذى عَنَتْ لَهُ الْوُجُوهُ
وَ خَضَعَتْ لَهُ الرِّقابُ وَ خَشَعَتْ لَهُ الاْصْواتُ
وَ وَجِلَتْ لَهُ الْقُلُوبُ مِنْ مَخافَتِكَ
وَ بِقُوَّتِكَ الَّتى بِها تُمْسِكُ السَّماَّءَ اَنْ تَقَعَ عَلَى الاْرْضِ اِلاّ بِاِذْنِكَ
وَ تُمْسِكُ السَّمواتِ وَالاْرْضَ اَنْ تَزُولا وَ بِمَشِيَّتِكَ الَّتى دانَ لَهَا الْعالَمُونَ
وَ بِكَلِمَتِكَ الَّتى خَلَقْتَ بِهَا السَّمواتِ وَ الاْرْضَ وَ بِحِكْمَتِكَ الَّتى صَنَعْتَ بِهَا الْعَجاَّئِبَ
وَ خَلَقْتَ بِهَا الظُّلْمَةَ وَ جَعَلْتَها لَيْلاً وَ جَعَلْتَ اللَّيْلَ سَكَناً
وَ خَلَقْتَ بِهَا النُّورَ وَ جَعَلْتَهُ نَهاراً وَ جَعَلْتَ النَّهارَ نُشُوراً مُبْصِراً
وَ خَلَقْتَ بِهَا الشَّمْسَ وَ جَعَلْتَ الشَّمْسَ ضِياَّءً وَ خَلَقْتَ بِهَا الْقَمَرَ
وَ جَعَلْتَ الْقَمَرَ نُوراً وَ خَلَقْتَ بِهَا الْكَواكِبَ وَ جَعَلْتَها نُجُوماً وَ بُرُوجاً
وَ مَصابيحَ وَ زينَةً وَ رُجُوماً وَ جَعَلْتَ لَها مَشارِقَ وَ مَغارِبَ
وَ جَعَلْتَ لَها مَطالِعَ وَ مَجارِىَ وَ جَعَلْتَ لَها فَلَكاً وَ مَسابِحَ
وَ قَدَّرْتَها فِى السَّماَّءِ مَنازِلَ فَاَحْسَنْتَ تَقْديرَها وَ صَوَّرْتَها فَاَحْسَنْتَ تَصْويرَها
وَ اَحْصَيْتَها بِاَسْماَّئِكَ اِحْصاَّءً وَ دَبَّرْتَها بِحِكْمَتِكَ تَدْبيراً
فَاَحْسَنْتَ تَدْبيرَها وَ سَخَّرْتَها بِسُلْطانِ اللَّيْلِ وَ سُلْطانِ النَّهارِ وَالسّاعاتِ
وَ عَدَدَ السِّنينَ وَالْحِسابَ وَجَعَلْتَ رُؤْيَتَها لِجَميعِ النّاسِ مَرْئً واحِداً
وَ اَسْئَلُكَ اللّهُمَّ بِمَجْدِكَ الَّذى كَلَّمْتَ بِهِ عَبْدَكَ وَ رَسُولَكَ
مُوسَى بْنَ عِمْرانَ عَلَيْهِ السَّلامُ فِى الْمُقَدَّسينَ فَوْقَ اِحْساسِ الْكَرُّوبينَ
فَوْقَ غَمآئِمِ النُّورِ فَوْقَ تابُوتِ الشَّهادَةِ في عَمُودِ النّارِ
وَ في طُورِ سَيْناَّءَ وَ في جَبَلِ حُوريثَ فِى الْوادِ الْمُقَدَّسِ فِى الْبُقْعَةِ الْمُبارَكَةِ
مِنْ جانِبِ الطُّورِ الاْيْمَنِ مِنَ الشَّجَرَةِ وَ في اَرْضِ مِصْرَ بِتِسْعِ اياتٍ بَيِّناتٍ
وَ يَوْمَ فَرَقْتَ لِبَنى اِسْرآئيلَ الْبَحْرَ
وَ فِى الْمُنْبَجِساتِ الَّتى صَنَعْتَ بِهَا الْعَجاَّئِبَ في بَحْرِ سُوفٍ
وَ عَقَدْتَ مآءَ الْبَحْرِ في قَلْبِ الْغَمْرِ كَالْحِجارَةِ
وَ جاوَزْتَ بِبَنى اِسْراَّئيلَ الْبَحْرَ
وَ تَمَّتْ كَلِمَتُكَ الْحُسْنى عَلَيْهِمْ بِما صَبَرُوا
وَ اَوْرَثْتَهُمْ مَشارِقَ الاْرْضِ وَ مَغارِبَهَا الَّتى بارَكْتَ فيها لِلْعالَمينَ
وَ اَغْرَقْتَ فِرْعَوْنَ وَ جُنُودَهُ وَ مَراكِبَهُ فِى الْيَمِّ
وبِاسْمِكَ الْعَظيمِ الاْعْظَمِ الاْعَزِّ الاْجَلِّ الاْكْرَمِ
وَ بِمَجْدِكَ الَّذى تَجَلَّيْتَ بِهِ لِمُوسى كَليمِكَ عَلَيْهِ السَّلامُ في طُورِ سَيْناَّءَ
وَ لاِِبْراهيمَ عَلَيْهِ السَّلامُ خَليلِكَ مِنْ قَبْلُ في مَسْجِدِ الْخَيْفِ
وَ لاِِسْحقَ صَفِيِّكَ عَلَيْهِ السَّلامُ في بِئْرِ شِيَعٍ
وَلِيَعْقُوبَ نَبِيِّكَ عَلَيْهِ السَّلامُ في بَيْتِ ايلٍ
وَ اَوْفَيْتَ لاِِبْراهيمَ عَلَيْهِ السَّلامُ بِميثاقِكَ
وَ لاِِسْحقَ بِحَلْفِكَ وَ لِيَعْقُوبَ بِشَهادَتِكَ
وَ لِلْمُؤْمِنينَ بِوَعْدِكَ وَ لِلدّاعينَ بِاَسْماَّئِكَ فَاَجَبْتَ
وَ بِمَجْدِكَ الَّذى ظَهَرَ لِمُوسَى بْنِ عِمْرانَ عَلَيْهِ السَّلامُ عَلى قُبَّةِ الرُّمّانِ
وَ بِآياتِكَ الَّتى وَقَعَتْ عَلى اَرْضِ مِصْرَ بِمَجْدِ الْعِزَّةِ
وَالْغَلَبَةِ بِآياتٍ عَزيزَةٍ وَبِسُلْطانِ الْقُوَّةِ
وَ بِعِزَّةِ الْقُدْرَةِ وَ بِشَأنِ الْكَلِمَةِ التّاَّمَّةِ
وَ بِكَلِماتِكَ الَّتى تَفَضَّلْتَ بِها عَلى اَهْلِ السَّمواتِ وَالاْرْضِ وَ اَهْلِ الدُّنْيا وَ اَهْلِ الاْخِرَةِ

## شروح الدعاء
- خلاصة الدعوات في شرح دعاء السمات للسيد محمد مهدي بن محمد جعفر الموسوي التنكابني. ذكره في آخر كتابه (خلاصة الأخبار).
- الكلمات الطيبات في شرح دعاء السِمات تأليف المولى آية الله الشيخ محمد الرضا الغراوي أعلى الله مقامه (1303-1385) تحقيق حفيده الشيخ رافد الغراوي والقائم على نشر تراثه المخطوط
- در منثور در شرح دعاي شبور، فارسي لعبد الجليل بن نصر الله عاش وتوفي في القرن 13، انتهى من تأليفه سنة 1247 هـ.
- روائح النسمات في شرح دعاء السمات فارسي، لمحمد حسن الميرجهاني الأصفهاني، كتبه في سنة 1373 هـ.
- صفوة الصفات في شرح دعاء السمات للشيخ الكفعمي، الكتوفى سنة 905 هـ.
- شرح دعاء السمات لمحمد إبراهيم بن عبد الوهاب السبزواري الأسراري، المتوفى سنة 1291 هـ.
- شرح دعاء السمات للعلامة المجلسي، المتوفى سنة 1110 هـ، شرح فقراته ضمن كتاب الدعاء من موسوعته بحار الأنوار.
- شرح دعاء السمات للسيد محمد جعفر الطباطبايي الشولستاني، عاش وتوفي في القرن 12، انتهى من تأليفه سنة 1113 هـ.
- شرح دعاء السمات لحسن بن محمد باقر القرة باغي، انتهى من تأليفه في النجف سنة 1261 هـ.
- شرح دعاء السمات لدويش علي بن حسين البغدادي الحائري، المتوفى في حدود سنة 1277 هـ.
- شرح دعاي سمات فارسي، للملا محمد صالح بن محمد باقر الروغني القزويني، المتوفى حدود سنة 1075 هـ.
- شرح دعاء السمات ويظهر أنه لميرعبد الفتاح بن علي الحسيني المراغي، عاش وتوفي في القرن 13 هـ.
- شرح دعاء السمات لعلي بن عبد الله العلياري التبريزي، المتوفى سنة 1327 هـ.
- شرح دعاء السمات للسيد علي القاضي الطباطبائي، وهو تعليقات على بعض عبائر الدعاء، ضمن مجموعة ثلاث رسائل.
- شرح دعاي سمات فارسي، لمحمد علي بن نصير الدين الچهاردهي الرشتي النجفي، المتوفى سنة 1334 هـ.
- شرح دعاء السمات للسيد كاظم بن القاسم الحسيني الرشتي، المتوفى سنة 1259 هـ، وهو كبير في ثلاثة مجلدات.
- شرح دعاء السمات للشيخ محمد العاملي.
- شرح دعاء السمات للسيد محمد بن محمد باقر الحسيني مؤلف رياض الصالحين، عاش وتوفي في القرن 12 هـ.
- شرح دعاء السمات شرح مزجي، لمحمد بن عبد الله بن علي البلادي البحراني، عاش وتفي في القرن 12 هـ، انتهى من تأليفه سنة 1166 هـ.
- شرح دعاي سمات فارسي، لمحمد مؤمن بن علي نقي.
- شرح دعاء السمات مؤلفه مجهول. ووقد عُرف من هذا الشرح خمس نسخ.
- شرح دعاء السمات للشيخ هلال الدين إسماعيل الخويي، المتوفى حدود سنة 1313 هـ.
- شرح دعاء السمات ليوسف بن محمد مهدي الخوانساري.
- شرح دعاء السمات مؤلفه مجهول، كُتب هذا الشرح سنة 1105 هـ.
- شرح دعاء السمات مؤلفه مجهول، النسخة الموجودة من هذا الشرح كُتبت في القرن 11 هـ.
- شرح دعاء السمات مؤلفه مجهول، النسخة الموجودة من هذا الشرح كُتبت في القرن 12 هـ.
- شرح دعاء السمات:. مؤلفه مجهول، كُتب هذا الشرح سنة 1238 هـ، توجد نسخة من هذا الشرح في مكتبة حرم شاه چراغ بشيراز.
- كشف الحجاب عن الدعاء المستجاب السيد عبد الله شبر الحسيني، المتوفى سنة 1242 هـ.
- اللمعات في شرح دعاء السمات تأليف أبو القاسم بن محمد باقر الحسيني العلوي الفاطمي الدهكردي، المتوفى سنة 1352 هـ.
- مفتاح النجاة في شرح دعاء السمات لمحمود بن محمد علي بن الوحيد البهبهاني المتوفى سنة 1269 هـ.
- وسيلة النجاة في شرح دعاء السمات لعبد الواسع علامي.
- وسيلة النجاة في شرح دعاء السمات للشيخ علي أكبر بن محمد حسين النهاوندي، المتوفى سنة 1369 هـ.